# Йозгюр Чевик
Йозгю̀р Чевѝк (на турски: Özgür Çevik) е турски актьор и рокпевец.

## Биография
Роден е на 27 май 1981 г. в град Анкара. Завършил е Истанбулския университет. Йозгюр е турски рокпевец и актьор. Става известен след участието си в поп конкурс за изявяване на музикални таланти – Star Academy, а по-късно и като изпълнител и актьор. Участието му в сериала Брак с чужденец в ролята на гърка Нико му носи още повече слава и популярност.